# Шарон, Натан
Натан Шарон (при рождении Штрикман; ивр. נתן שרון‎; 4 ноября 1925, Брест-над-Бугом — 17 июня 2011, Израиль) — израильский биохимик.

## Биография
Родился в Бресте-над-Бугом в семье Абрама Штрикмана и Эстер Козловской. Племянник Пинхаса Сапира. В 1934 году его семья эмигрировала в Палестину и поселилась в Тель-Авиве. Во время Войны за независимость Израиля Натан служил в рядах Армии обороны Израиля, дослужившись до звания подполковника.
Изучал химию в Еврейском университете в Иерусалиме (окончил в 1950 году). Защитил докторскую диссертацию в 1953 году под руководством профессора Аарона Кацира. С 1954 года работал на факультете биофизики Института Вейцмана, с 1968 года профессор. Занимался исследованиями гликопротеинов и лектинов, является одним из основателей мировой гликобиологии. В 1974 году назначен начальником отдела — должность, которую он занимал с перерывами вплоть до отставки в 1990 году. Также занимал должность декана факультета химии и физики, был приглашённым профессором университетов Гарварда, Оксфорда, Беркли. Также был членом совета Открытого университета Израиля и членом совета Академического колледжа Тель-Авив-Яффо.
В 1994 году Натан Шарон был удостоен Премии Израиля в области биохимии.